# Santa Maria de Miralles
Santa Maria de Miralles település Spanyolországban, Barcelona tartományban. Lakosainak száma 137 fő (2024).

## Földrajza
Santa Maria de Miralles Querol, Pontils, La Llacuna, Sant Martí de Tous, Santa Margarida de Montbui, Orpí és Bellprat községekkel határos.

## Népesség
A település lakosságának változását az alábbi diagram mutatja:
| Lakosok száma | 92   | 419  | 364  | 234  | 98   | 115  | 130  | 140  | 126  | 137  |
|               | 1717 | 1887 | 1936 | 1960 | 1986 | 2004 | 2009 | 2014 | 2019 | 2024 |